# Pipanacoctomys aureus
La vizcacha dorada (Pipanacoctomys aureus) es una especie de roedor histricomorfo de la familia Octodontidae, la única del género Pipanacoctomys. Es endémico de Argentina, en la provincia de Catamarca, donde solo se han visto especímenes en el Salar de Pipanaco. El género recibe su nombre del Salar de Pipanaco, y octo por la forma en figura octogonal de su dentadura.